# Deming (Washington)
Pour les articles homonymes, voir Deming.
Deming  est une census-designated place américaine de l'État de Washington dans le comté de Whatcom. 
La population était de 353 habitants en 2010.